# Tearfund België

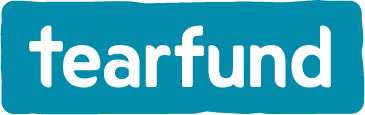
Tearfund logo

Tearfund is een in België geregistreerde christelijke hulp- en ontwikkelingsorganisatie, met als voornaamste doel om de levensomstandigheden van kwetsbare en achtergestelde groepen te bevorderen in enkele van de armste en meest behoeftige landen van de wereld. Tearfund werkt in verschillende landen van Afrika, Azië en Latijns-Amerika. Tearfund financiert partner organisaties die betrokken zijn in gemeenschaps ontwikkeling in de Derde Wereld en verschaft ook noodhulp in door rampen of oorlog getroffen gebieden.
Het landelijk secretariaat vormt de ruggengraat van de organisatie en is gevestigd te Vilvoorde.

## Geschiedenis
- Tearfund werd opgericht in 1979 onder de naam Tear Fund.
- In 1986 is Tearfund overgegaan tot een splitsing van de activiteiten. TEAR CRAFT dat altijd als een onderdeel van Tearfund had bestaan, zou voortaan een zelfstandige vereniging worden en zich verder toespitsen op de rechtvaardige en eerlijke verkoop van producten uit de Derde Wereld.
- In 1987 werd Tearfund erkend als NGO.
- In 1988 werd het secretariaat gevestigd in Vilvoorde.
- In 2005 werd Tearfund lid van de internationale Integral organisatie.
- in 2013 ontving Tearfund het EFQM Committed to Excellence certificaat.

## Lid van
Tearfund is lid van:
- Ngo-federatie
- Integral
- EU-CORD
- the Micah Network

## Tearfund wereldwijd
Er zijn onafhankelijke Tearfundorganisaties in verschillende landen. Tearfund in het Verenigd Koninkrijk werd opgericht in 1971. De Australische Tearfund werd opgericht in 1971. Andere Tearfunds zijn gevestigd in Nederland, Nieuw-Zeeland, Ierland, Canada, Frankrijk, de Verenigde Staten en Zwitserland.